# Friedrich Georg Jünger

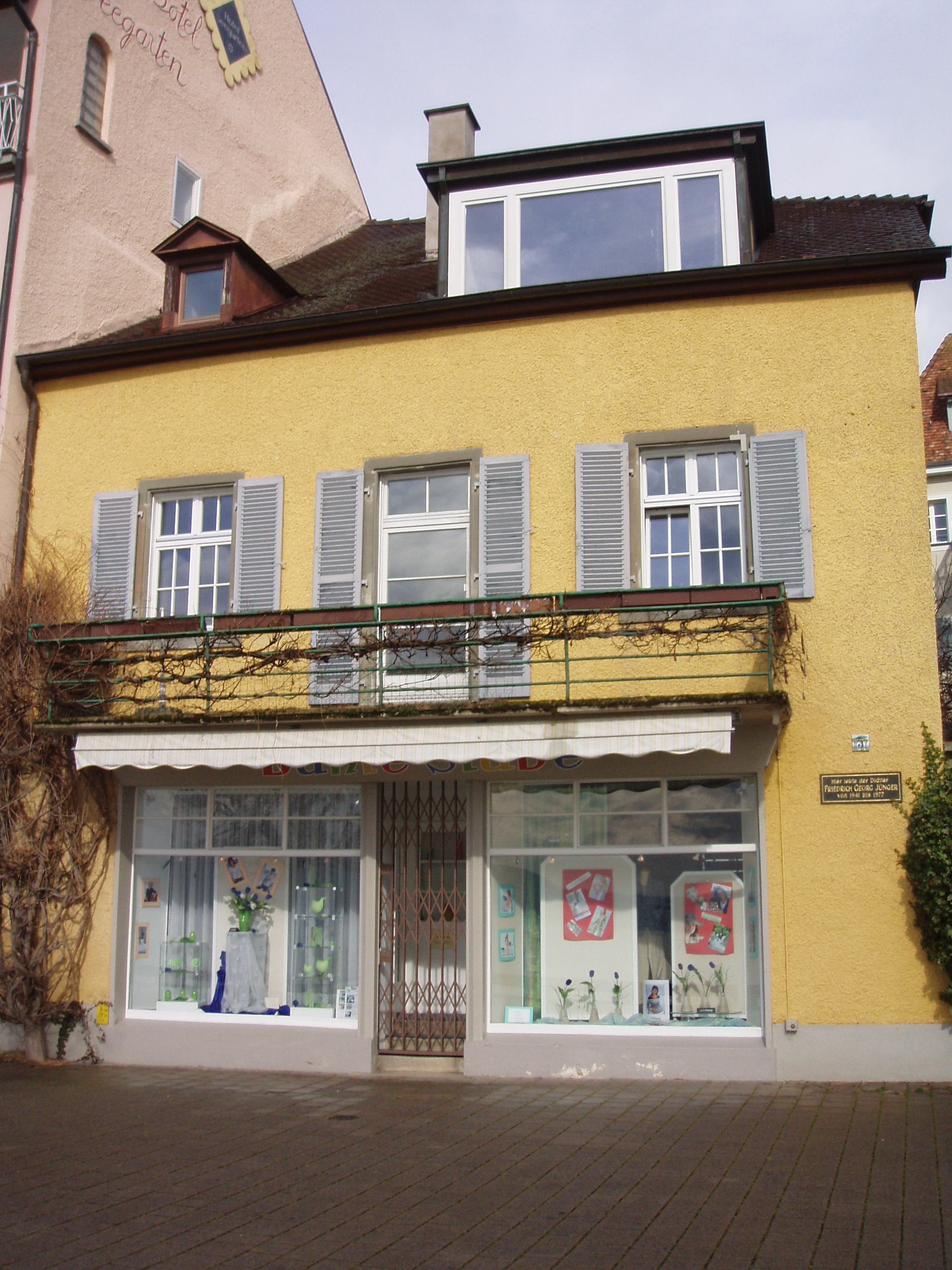
Jüngers Wohnhaus in Überlingen

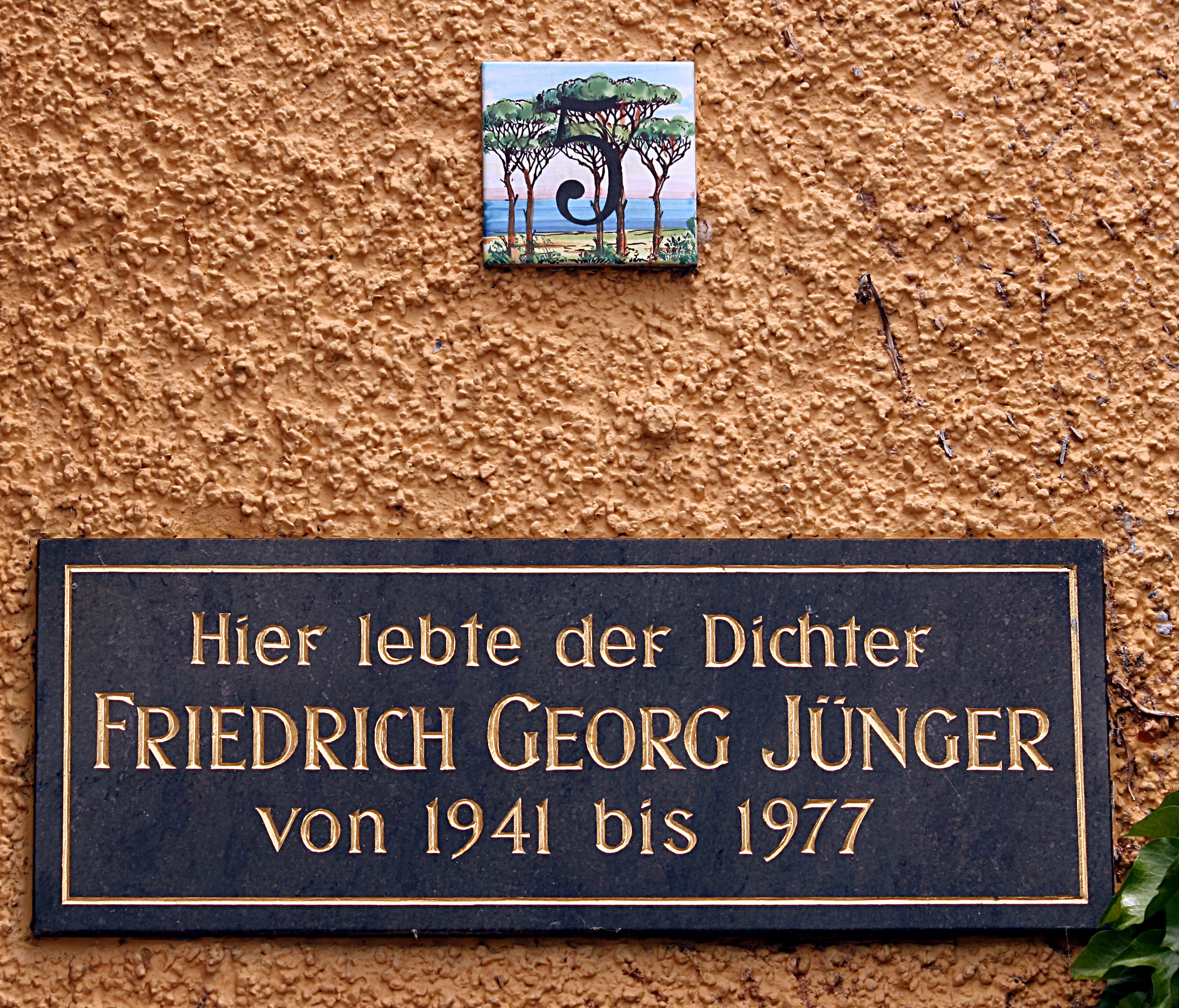
Tafel an Jüngers Wohnhaus in Überlingen

Friedrich Georg Jünger (* 1. September 1898 in Hannover; † 20. Juli 1977 in Überlingen) war ein deutscher Lyriker, Erzähler und kulturkritischer Essayist.

## Leben und Werk
Friedrich Georg Jünger, der jüngere Bruder des 1895 geborenen Schriftstellers Ernst Jünger, wurde in Hannover geboren und besuchte eine Real- und Oberrealschule sowie das Detmoldsche Gymnasium Leopoldinum. 1916 meldete er sich als Kriegsfreiwilliger und wurde am 29. Juli 1917 bei Langemark schwer verwundet. Nach dem Krieg studierte Jünger in Leipzig und Halle an der Saale Jura und Kameralwissenschaften. 1923 promovierte er mit einer Arbeit über das Stockwerkseigentum.
Schon vor Abschluss der juristischen Ausbildung als Assessor im Mai 1926 begann er, sich im Umfeld der nationalistischen Kampfbünde, zunächst vor allem dem Stahlhelm, publizistisch zu engagieren. Zwar war Jünger niemals selbst Mitglied einer solchen Organisation, doch schrieb er für deren in Magdeburg erscheinende Wochenschrift Standarte sowie den in München und Berlin verlegten Arminius. Auch seine erste Buchpublikation erfolgte in diesem Kontext: Es ist der Versuch eines an das Marxsche Vorbild angelehnten nationalrevolutionären Manifests (Aufmarsch des Nationalismus 1926).
1928 folgte Jünger seinem älteren Bruder nach Berlin, wo er mit diesem neben Ernst von Salomon, Friedrich Hielscher, Arnolt Bronnen, Rudolf Schlichter, Alexander Mitscherlich u. a. einer ‚nationalistischen Bohème‘ angehörte. Diese Szene unterhielt auch Kontakte zu dem Verleger Ernst Rowohlt und der intellektuellen ‚Linken‘, darunter Bernard von Brentano und Bertolt Brecht. In Berlin schrieb Jünger weiter für diverse Blätter des nationalrevolutionären Spektrums, darunter Der Vormarsch des Kapp-Putschisten Hermann Ehrhardt, Widerstand. Zeitschrift für nationalrevolutionäre Politik des ehemaligen Rätesozialisten und Sozialdemokraten Ernst Niekisch und Das Reich des religiös orientierten Befreiungsnationalisten Friedrich Hielscher (nicht zu verwechseln mit der von 1940 an erscheinenden Wochenzeitung Das Reich). Eine größere Öffentlichkeit erreichte Friedrich Georg Jünger durch seine zahlreichen Beiträge für die Berliner Tageszeitung Der Tag, die zum Verlagshaus Scherl und damit zum Hugenberg-Konzern gehörte. Die größte Beachtung erzielte hier eine Polemik gegen Thomas Mann, welcher daraufhin Ludwig Haas zu einer Replik in seiner renommierten Zeitschrift Die literarische Welt veranlasste. Jüngers Ablehnung des parlamentarischen Systems der Weimarer Republik speiste sich aus den harten Friedensbedingungen des Versailler Vertrags, denen die Parteien in seinen Augen kein zureichendes Konzept entgegenzusetzen hatten. Seine politische Radikalisierung datiert zudem auf das Jahr 1923, maßgeblich durch die französische Besetzung des Ruhrgebiets und die allgemeine Krisenkulmination mit Hochinflation, Separatistenaufständen, Hungerrevolten und Arbeitslosigkeit bedingt. In Anlehnung an Lenins Imperialismustheorie ging er davon aus, dass der Erste Weltkrieg im „Endkampf des Imperialismus“ nur die erste Phase einer Serie globaler Konflikte gewesen sei. Im Zeitalter der Globalisierung, so Jünger, gebe es keine Rückzugsgebiete mehr: „Wer nicht mehr herrschen will, wird beherrscht. Ein Zustand der Unbeteiligung ist nicht gegeben“ („Aufmarsch des Nationalismus“, 1926). Vor diesem Hintergrund verstand er seine publizistische – auch lyrische – Arbeit als Beitrag zur intellektuellen Wiederaufrüstung eines besiegten und wirtschaftlich ausgebeuteten Landes: Deutschland sollte, angelehnt an kommunistische Machtergreifungstechniken, revolutionär zu einem „nationalistischen Staat“ ohne Parteien nach dem Muster einer technokratischen Heeresorganisation umgestaltet werden, der sich ganz auf die technische und ideologische Rüstung für den kommenden Krieg um die Ressourcen der Erde abstellen sollte. Friedrich Georg Jünger war damals noch, wie Ernst Jünger und Ernst Niekisch, stark am sowjetischen Modell orientiert: Ihre Kenntnisse bezogen sie nicht zuletzt aus der in Berlin 1932 auf Betreiben der sowjetischen Botschaft gegründeten „Arplan“, der „Arbeitsgemeinschaft zum Studium der Planwirtschaft“, wo sie u. a. mit Karl August Wittfogel und Georg Lukács zusammentrafen.
Den seit 1933 herrschenden Nationalsozialismus lehnte Jünger zunächst als Vollendung der Demokratie, als zu „bürgerlich“ und provinziell ab, zumal die Rhetorik der neuen Machthaber zu Beginn plakativ eine Friedenspolitik und eine Beschränkung auf Deutschland in den Mittelpunkt gestellt hatte. Die ideologische Gegnerschaft war verknüpft mit einem von Nietzsche inspirierten Elitebewusstsein, das die nationalsozialistische Gleichschaltung als Technik der Vermassung ablehnen musste. Die 1934 erschienene Elegie Der Mohn enthält u. a. das Distichon: „Schmerzend hallt in den Ohren der Lärm mir, mich widert der Taumel, / Widert das laute Geschrei, das sich Begeisterung nennt.“ Dieses und andere seiner Gedichte wurden vielfach – im Lande selbst wie im Exil – als Kritik am nationalsozialistischen Regime gedeutet; daher legte die Gestapo Berlin eine Akte über Jünger an, der dennoch weitgehend unbehelligt blieb. Sein Verleger Ernst Niekisch dagegen wurde 1937 mit seiner Familie verhaftet und sein Verlag zerschlagen, nachdem die Zeitschrift Widerstand schon 1934 verboten worden war. Jünger konnte einen Teil seiner bei Niekisch erschienenen Bücher in die Hanseatische Verlagsanstalt in Hamburg überführen und auch weiterhin publizieren, obwohl er nie der Reichsschrifttumskammer angehörte. Angesichts der gesellschaftlichen Praxis des nationalsozialistischen Systems revidierte er seine nationalrevolutionäre Position, um zu einer konservativen Kultur- und Zivilisationskritik zu gelangen. Aus dieser heraus deutete er den Nationalsozialismus schon vor dem Zweiten Weltkrieg als Vertreter einer radikalen, technophilen und rationalistischen Moderne, die ihren Transzendenz- und Sinnverlust durch „Illusionen der Technik“ kompensiere. Die gleichnamige, im Herbst 1939 vollendete Abhandlung erschien erst nach dem Krieg unter dem neuen Titel „Die Perfektion der Technik“ (1946), weil die Hanseatische Verlagsanstalt die Publikation der Schrift zunächst nicht hatte riskieren wollen.
Nach häufigen Ortswechseln in den 1930er Jahren ließ sich Jünger 1941 schließlich in Überlingen am Bodensee nieder. In dieser Zeit suchte auch Martin Heidegger den Kontakt zu ihm, woraus sich eine anhaltende Verbindung und zeitweise Zusammenarbeit ergab. Heideggers spätere „Frage nach der Technik“ war beeinflusst durch Jüngers bereits während des Krieges als Abschrift und Druckfahne zirkulierende Technikkritik. Dem Anspruch der politisierten und technisierten nationalsozialistischen Gesellschaft auf totale Verfügungsgewalt über die Einzelpersönlichkeit, zumal unter den verschärften Bedingungen der deutschen Kriegswirtschaft, stellte Jünger den Rückbezug auf die scheinbar zeitferne „Mythe“ entgegen, die Anfang der 1940er Jahre ins Zentrum seiner essayistischen und literarischen Arbeit rückte. In der Muße, im zweckfreien Umgang mit den Musen, im Spiel auch, sollte ein Bezirk gegen den rationalistischen Zugriff der Moderne bewahrt werden, der die Möglichkeit einer menschlichen Regeneration grundsätzlich offenhalten konnte.
Die im und gegen die nationalsozialistische Gesellschaft entwickelte Kulturkritik führte Jünger nach 1945 weiter, da er die vorangegangenen zwölf Jahre nicht als „Zivilisationsbruch“, sondern vielmehr als Symptom der negativen Potentiale moderner Zivilisation überhaupt deutete. Ähnlich sahen dies seinerzeit auch Herbert Marcuse („Einige gesellschaftliche Folgen moderner Technologie“, 1941) und James Burnham („The Managerial Revolution“, 1941) in den USA; Jünger, Marcuse und Burnham nahmen damit die Befunde des Soziologen Zygmunt Bauman („Dialektik der Ordnung“, 1992) in vielem vorweg. In den Nachkriegsjahren hatte Friedrich Georg Jüngers Technikkritik die erste große Debatte in Westdeutschland über die Technisierung der Lebenswelt ausgelöst. Seine „Perfektion der Technik“ wurde, zeitgleich mit Max Horkheimers und Adornos linker Technikkritik der „Dialektik der Aufklärung“ und noch vor Heideggers „Frage nach der Technik“, als wichtiges Gründerdokument der neueren konservativen Technikkritik diskutiert.
Jüngers Autorenschaft nach dem Zweiten Weltkrieg ist von Traditionsbewusstsein geprägt, bemüht sich in der Lyrik jedoch auch um formale Innovation. Seine theoretischen Überlegungen hierzu („Rhythmus und Sprache im deutschen Gedicht“, 1952) wurde u. a. auch von Johannes R. Becher in der DDR kritisch rezipiert. Erfolg erzielte er vor allem durch seine Erzählprosa, die erst in den 1950er Jahren sichtbar einsetzte. Neben zahlreichen Erzählungen stehen hier zwei Autobiographien und drei Romane. Überdies existiert eine am Sprachrhythmus orientierte Übertragung von Homers Odyssee. Seine Essayistik nach dem Krieg bleibt einer konservativen Kulturkritik verpflichtet; 1969 publizierte er die Studie „Die vollkommene Schöpfung“, eine Kritik an einer Verabsolutierung der neodarwinistischen Evolutionstheorie. Anfang der 1970er Jahre gründete Jünger zusammen mit dem Ingenieur und Essayisten Max Himmelheber die Zeitschrift Scheidewege, ein erstes maßgebliches Forum eines ökologischen Zugriffs, eines Denkens der Nachhaltigkeit in Deutschland. Mitherausgeber war Jürgen Dahl, der die Zeitschrift redigierte und eine Kolumne über Gartenbau und Ökologie beitrug.
In der Nachkriegszeit war Friedrich Georg Jünger ein prominenter Autor und erhielt zahlreiche Ehrungen. Als sich in den 1960er Jahren die Literaturverhältnisse in Westdeutschland nachhaltig veränderten, schien der Autor allmählich in Vergessenheit zu geraten. Seit den 1990er Jahren ist jedoch ein auflebendes Interesse zu konstatieren, das sich u. a. in Übersetzungen seiner Texte ins Italienische, Russische und Polnische niederschlägt.

## Ehrungen
- 1950 Literaturpreis der Bayerischen Akademie der Schönen Künste
- 1952 Immermann-Preis der Stadt Düsseldorf
- 1955 Bodensee-Literaturpreis der Stadt Überlingen
- 1956 Ehrengabe des Kulturkreises der deutschen Wirtschaft im Bundesverband der Deutschen Industrie[1]
- 1957 Wilhelm-Raabe-Preis der Stadt Braunschweig
- 1958 Ehrendoktor der Universität Freiburg im Breisgau
- 1960 Großer Preis des Landes Nordrhein-Westfalen für Literatur
- Großes Bundesverdienstkreuz (5. August 1963)[2]

## Werke
(In Klammer ist jeweils das Erscheinungsjahr der Erstausgabe und veränderter Neuausgaben angegeben.)
- Der Aufmarsch des Nationalismus. 1926. (2010 als Faksimile erneut erschienen)
- Krieg und Krieger. In: Ernst Jünger: Krieg und Krieger. 1930, S. 51–67.
- Der verkleidete Theseus. Lustspiel in fünf Aufzügen, 1934.
- Gedichte. 1934.
- Der Krieg. Gedichte. 1936.
- Über das Komische. 1936.
- Der Taurus. Gedichte. 1937.
- Der Missouri. Gedichte. 1940.
- Briefe aus Mondello. 1943.
- Wanderungen auf Rhodos. 1943.
- Griechische Götter. 1943.
- Die Titanen. 1944.
- Der Westwind. Ein Gedichtband. 1946.
- Perfektion der Technik. 1946. (Frankfurt am Main 2010, ISBN 978-3-465-02636-5)
- Die Silberdistelklause. Gedichte. 1947
- Das Weinberghaus. Gedichte. 1947.
- Die Perlenschnur. Gedichte. 1947
- Griechische Mythen. 1947. (Frankfurt am Main 2001, ISBN 3-465-03141-5)
- Orient und Okzident. Essays. 1948. (Frankfurt am Main 1966, ISBN 3-465-00238-5)
- Gespräche. Frankfurt am Main 1948, ISBN 978-3-465-00217-8.
- Nietzsche. 1949. (Frankfurt am Main 2000, ISBN 3-465-03053-2. (mit einem Nachwort von Günter Figal))
- Maschine und Eigentum. 1949.
- Gedichte. Frankfurt am Main 1949, ISBN 978-3-465-00225-3.
- Gedanken und Merkzeichen. Aphorismen. 1949.
- Dalmatinische Nacht. Erzählungen. 1950.
- Grüne Zweige. Ein Erinnerungsbuch. 1951.
- Iris im Wind. Gedichte. Frankfurt am Main 1952, ISBN 978-3-465-00226-0.
- Rhythmus und Sprache im deutschen Gedicht. 1952.
- Die Pfauen und andere Erzählungen. Carl Hanser München, 1952, darin: Spargelzeit, Der Knopf, Der weiße Hase, Ein kleiner Unfall, Urlaub, Nachtlichter, Hahnenkamm, Die Pfauen, Mönchsleben und Der blaue Stein
- Die morgenländische Stadt. Gedichte. 1952.
- Die Spiele. Ein Schlüssel zu ihrer Bedeutung. Frankfurt am Main 1953, ISBN 978-3-465-00228-4.
- Sprache und Kalkül. 1953.
- Gedanken und Merkzeichen. Zweite Sammlung Aphorismen. 1954.
- Der erste Gang. Roman. 1954.
- Der weiße Hase. Erzählungen. Reclam Stuttgart, 1955, darin: Der weiße Hase, Spargelzeit, Die Pfauen
- Schwarzer Fluß und windweißer Wald. Gedichte. Frankfurt am Main 1955, ISBN 978-3-465-00231-4.
- Zwei Schwestern. Roman. 1956.
- Gedächtnis und Erinnerung. Frankfurt am Main 1957, ISBN 978-3-465-00234-5.
- Spiegel der Jahre. Erinnerungen. 1958.
- Kreuzwege. Erzählungen. 1961.
- Sprache und Denken. Frankfurt am Main 1962, ISBN 978-3-465-00235-2.
- Wiederkehr. Erzählungen. 1965.
- Es pocht an der Tür. Gedichte. Frankfurt am Main 1968, ISBN 978-3-465-00239-0.
- Die vollkommene Schöpfung. Natur oder Naturwissenschaft? Frankfurt am Main 1969, ISBN 978-3-465-00241-3.
- Laura und andere Erzählungen. 1970.
- Der Arzt und seine Zeit. 1970.
- Heinrich March. Roman. Frankfurt am Main 1970, ISBN 978-3-465-00556-8.
- Homers Odyssee. 1979.
- Im tiefen Granit. Nachgelassene Gedichte. 1983.

## Korrespondenz
- Friedrich Georg Jünger: Briefe an Sophie Dorothee und Clemens Podewils. In: Sinn und Form. Heft 1/2006, S. 43–59.